# Silver Cat
Antonio Hernandez Herrada, mer känd under sitt artistnamn Silver Cat och flera andra pseudonymer, född 22 april 1970 i Mexico City, död 29 mars 2024 i Mexico City, var en mexikansk fribrottare mest känd för sin tid i Asistencia Asesoría y Administración där han var med sedan förbundet grundades år 1992.
Silver Cat var en del av Espectro-familjen, en stor dynasti inom lucha libre, varav en av hans kusiner var Antonio Peña, grundaren av Asistencia Asesoría y Administración och hans far var Espectro I, som även tränade honom tillsammans med Rafael Salamanca.

## Karriär
Silver Cat började brottas under namnet El Enjambre år 1991 i Empresa Mexicana de Lucha Libre (EMLL) som året därpå skulle byta namn till Consejo Mundial de Lucha Libre (CMLL), namnet förbundet är känt som sedan dess. El Enjambres sista match i CMLL gick han den 22 maj 1992, där han tillsammans med Arkángel de la Muerte och Marabunta besegrade Eclipse, Guerrero Samurai #2 och Pegaso. När Antonio Peña lämnade CMLL 1992 för att starta sitt eget rivaliserande förbund var El Enjambre en av brottarna som följde efter. Troligtvis på grund av varumärkesregistrering från det tidigare förbundet bytte han namn till Reptil. Den nya gimmicken blev dock kortvarig då han från och med 1993 började använda namnet El Hijo del Espectro (sonen till Espectro). 
I AAA grundade han grupperingen Los Vatos Locos år 1998 tillsammans med hans bror El Picudo (som avled 2021 efter komplikationer från diabetes), Espíritu, May Flowers och Nygma. En grupp som kom att bli mycket populär under sekelskiftet och fram till dess uppbrott år 2007, där de ofta gick matcher mot grupperingarna Los Vipers och The Dark Family.
Den 20 april 2001 skulle Hijo del Espectro komma att förlora sin fribrottningsmask efter en förlust i en lucha de apuestas mellan dem i Tijuana. Efter att ha förlorat masken anammade han gimmicken Silver Cat. Utan masken så bar han senare istället svartvitt smink under karaktären Silver Cat, vilket inspirerades av hårdrocksgruppen Kiss, närmare bestämt den sminkning som Peter Criss bar. Silver Cat kom också att bli den karaktär han förblev mest känd som, och han fortsatte brottas med sin grupp Los Vatos Locos i AAA fram till och med 2007, där han vann en titel med sin grupp som de även försvarade i över ett år tid mellan 2001 och 2002, och han fanns alltid med högt upp på korten på de stora evenemangen. Efter 2007 brottades Silver Cat sparsamt och inte mer i AAA, vilket sammanträffade med Antonio Peñas död. 
Den 1 mars 2020 så brottades han för AAA för första gången på 13 år, i en match där han tillsammans med Venus och Mamba förlorade en match mot Pimpinela Escarlata, Lady Shani och Centinela. Hans sista dokumenterade match ägde rum den 3 april 2021 där han tillsammans med sin brorson Picudo Jr., May Flowers och Nygma besegrade gruppen Infierno Rockers i Arena Azteca Budokan i Ciudad Nezahualcóyotl.
Det kan antas att han efter denna match avslutade karriären. Den 29 mars 2024 avled Silver Cat, vilket först rapporterades av hans tidigare lagkamrat May Flowers via sociala medier. Dödsorsaken har inte offentliggjorts men det är sedan tidigare känt att han led av hälsoproblem, bland annat alkoholism.